# Penegah
Penegah is een bestuurslaag in het regentschap Sarolangun van de provincie Jambi, Indonesië. Penegah telt 1132 inwoners (volkstelling 2010).